# سند تحول بنیادین
سند تحول بنیادین با نام کامل سند تحول بنیادین آموزش و پرورش در سال ۱۳۹۰ به تصویب شورای عالی انقلاب فرهنگی رسید. این سند با هدف ایجاد تحول در نظام آموزشی کشور و تربیت نسلی متعهد، خلاق و کارآمد تدوین شده است.

## فصل‌های سند تحول بنیادین آموزش و پرورش
سند تحول بنیادین آموزش و پرورش در ۸ فصل تدوین شده است.
- فصل اول: کلیات
- فصل دوم: بیانیه ارزش‌ها
- فصل سوم: بیانیه مأموریت
- فصل چهارم: چشم‌انداز
- فصل پنجم: هدف‌های کلان
- فصل ششم: راهبردهای کلان
- فصل هفتم: برنامه عملیاتی
- فصل هشتم: نظام نظارت و ارزیابی

## اصول و مبانی سند
- تربیت اسلامی: تربیت انسان‌هایی متعهد به اسلام و مبانی انقلاب اسلامی
- فلسفه تعلیم و تربیت: تربیت انسان‌هایی متفکر، خلاق و کارآمد
- اهداف: ارتقای سطح علمی، فرهنگی و اجتماعی دانش‌آموزان
- محتوا: برنامه‌های درسی متناسب با نیازهای جامعه و دانش‌آموزان
- روش‌ها: استفاده از روش‌های فعال و نوین تدریس
- ارزشیابی: ارزشیابی مستمر و جامع از دانش‌آموزان

### مفاهیم و رویکردهای بنیادی
- تربیت تمام ساحتی: تربیت انسان در تمام ابعاد وجودی (عقلی، عاطفی، اجتماعی، اخلاقی و …)
- ساحت‌های تربیت: ساحت تربیت دینی و اخلاقی، ساحت تربیت علمی و فناورانه، ساحت تربیت زیستی و بدنی، ساحت تربیت هنری و زیبایی‌شناختی، ساحت تربیت اجتماعی و سیاسی، ساحت تربیت حرفه‌ای و کارآفرینی
- برنامه درسی: برنامه درسی ملی متناسب با ساحت‌های تربیت
- راهبردهای اجرایی: استقرار نظام ارزشیابی، توسعه فضاهای آموزشی، تجهیز مدارس، تأمین نیروی انسانی متخصص و …

### نقش‌ها و وظایف
- وزارت آموزش و پرورش: سیاست‌گذاری، برنامه‌ریزی، نظارت و ارزیابی
- معلمان: اجرا و عملیاتی کردن برنامه‌های درسی
- دانش‌آموزان: تلاش برای یادگیری و تعالی
- خانواده: همکاری با مدرسه در تربیت فرزندان